# Pontiac Grand Am
La Pontiac Grand Am est une automobile produite par Pontiac sur trois séries : de 1973 à 1975, de 1978 à 1980 et de 1985 à 2005.

Vues de Pontiac Grand Am
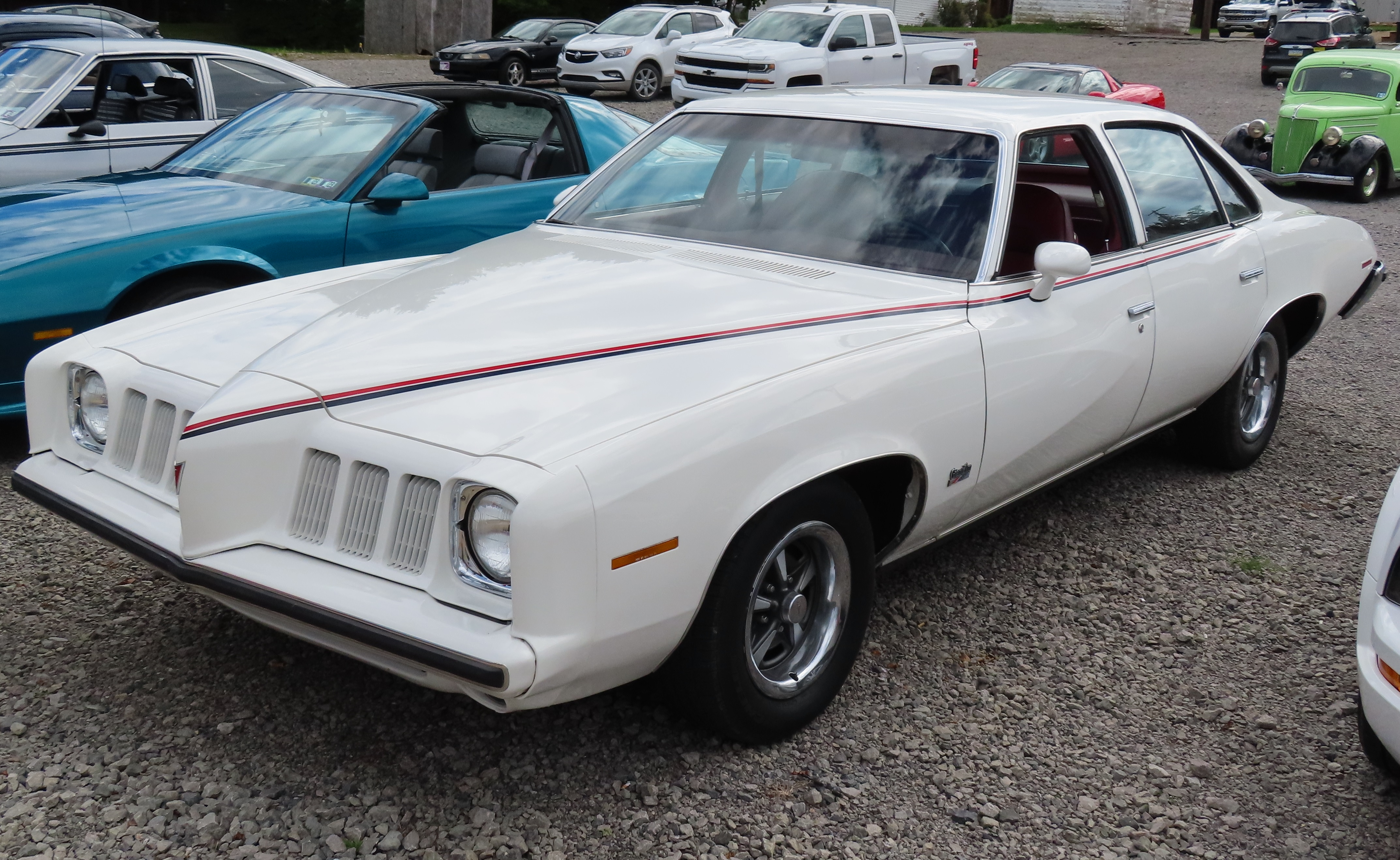
Une Colonnade Hardtop Sedan de 1973.
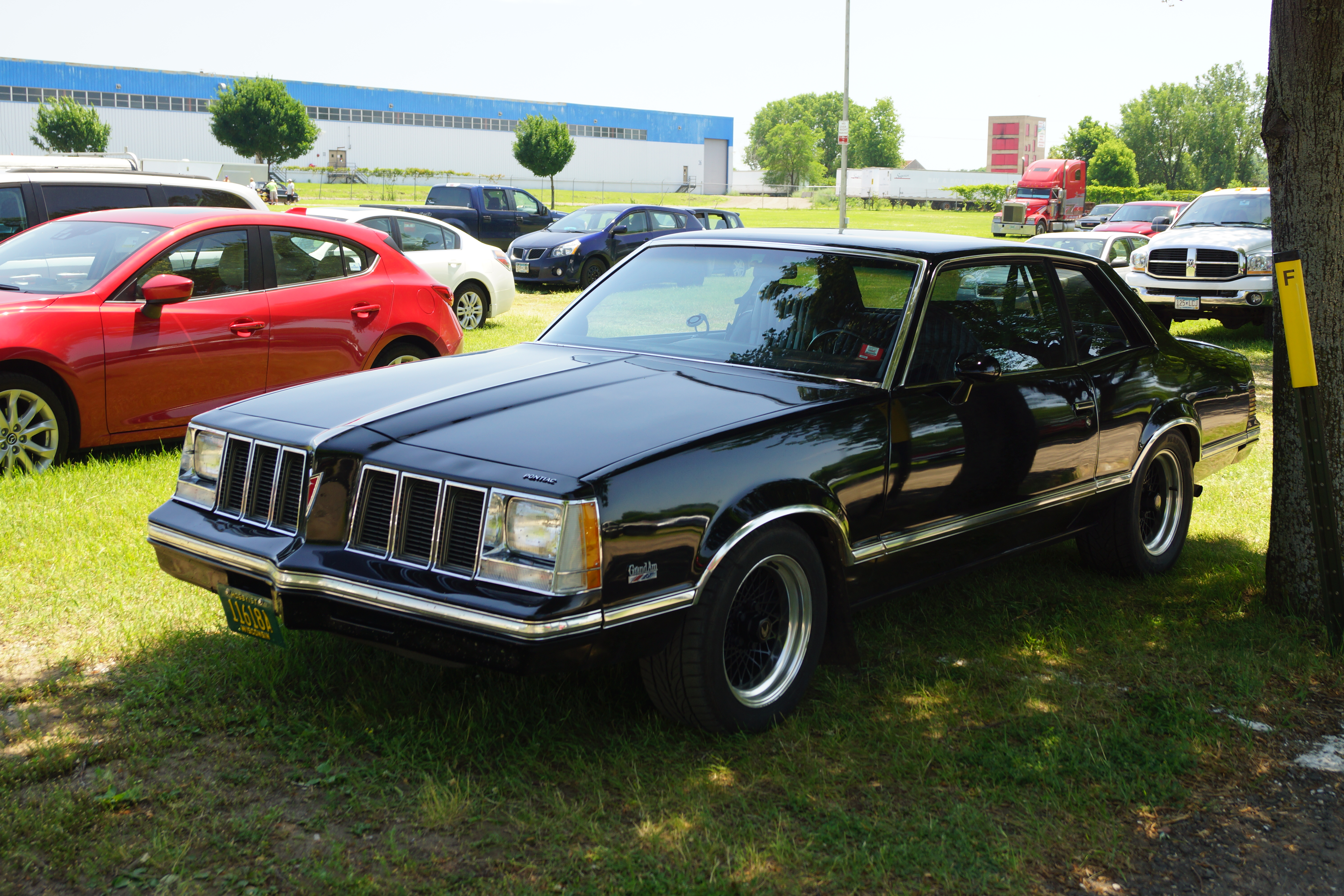
Version de 1978 à 1980.
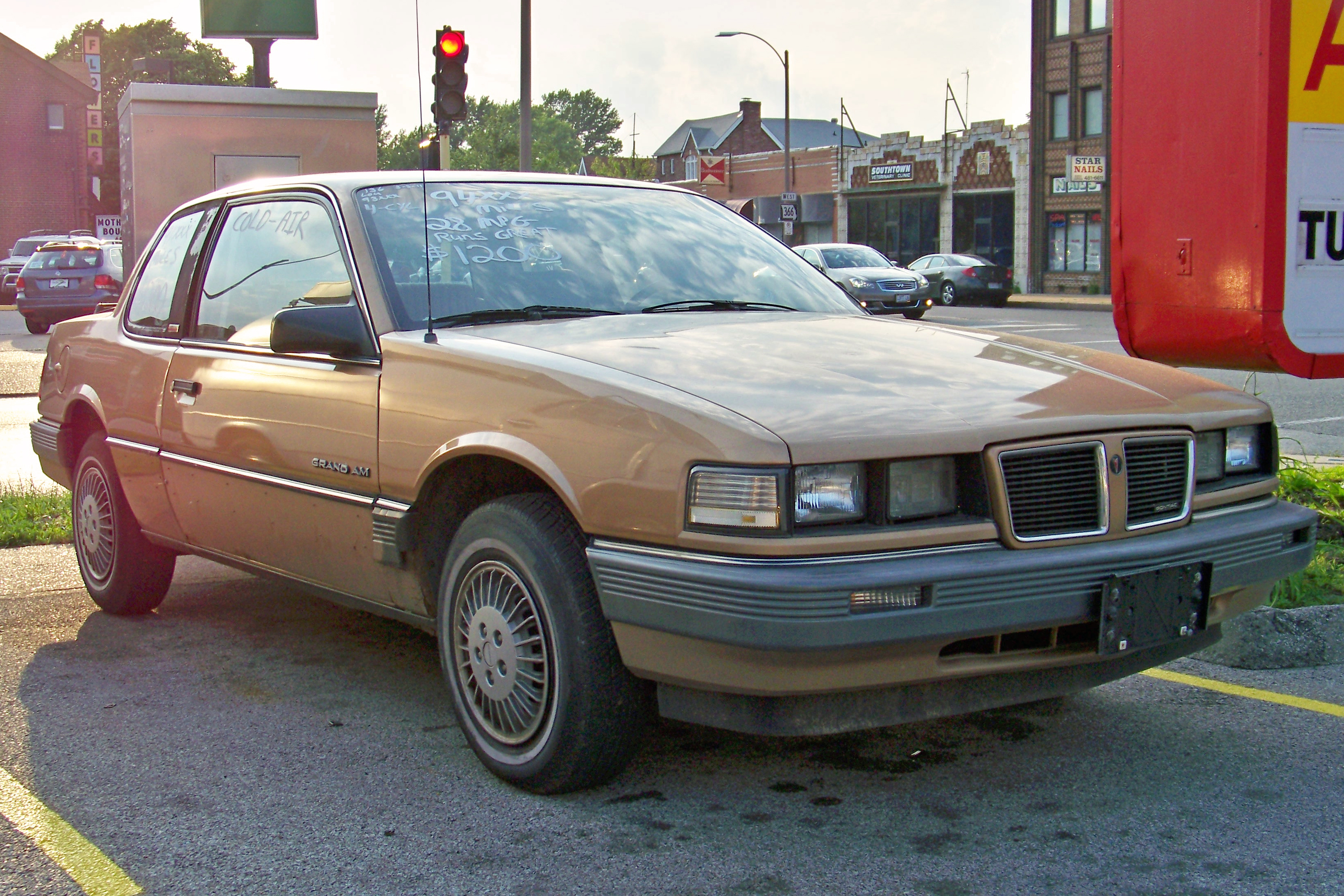
Un coupé de 1985.
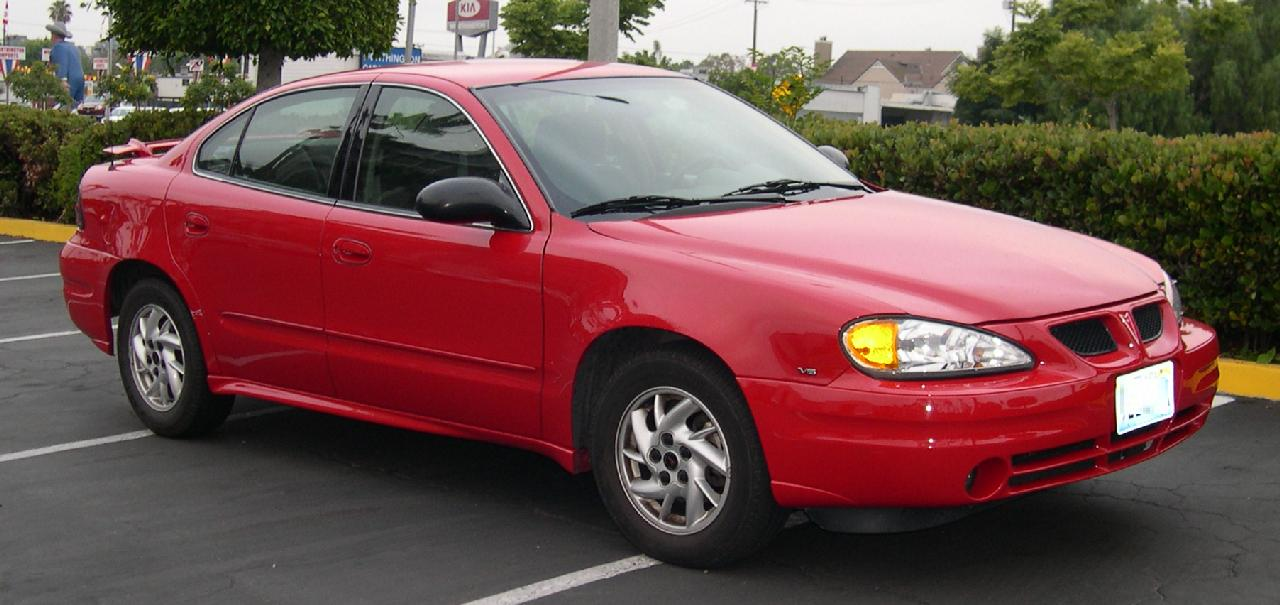
Les formes s'arrondissent à partir de 1992, ici un sedan de 2005.